# Кузьмин, Сергей Анатольевич
Сергей Анатольевич Кузьмин (род. 25 апреля 1967) — советский и российский футболист, защитник.

## Биография
Воспитанник горьковской ДЮСШ-8.
Шесть лет провёл в «Локомотиве» (Нижний Новгород).
В июле 1993 года был на просмотре в венской «Аустрии», провел за нее две игры, в том числе одну на Кубок Интертото против датского «Копенгагена». В этих играх забил один мяч. Однако в итоге, австрийцы не стали заключать контракт с Кузьминым и он продолжил играть за «Локомотив».
По окончании сезона 1993 покинул «Локомотив» и перешел в «Торпедо» (Арзамас), где выступал на протяжении 6 сезонов.
В 2000—2001 играл за Спартак (Йошкар-Ола). В 2001 вернулся в Нижний Новгород, отыграл 5 матчей за клуб Торпедо-Виктория.